# Charles Denis Bourbaki

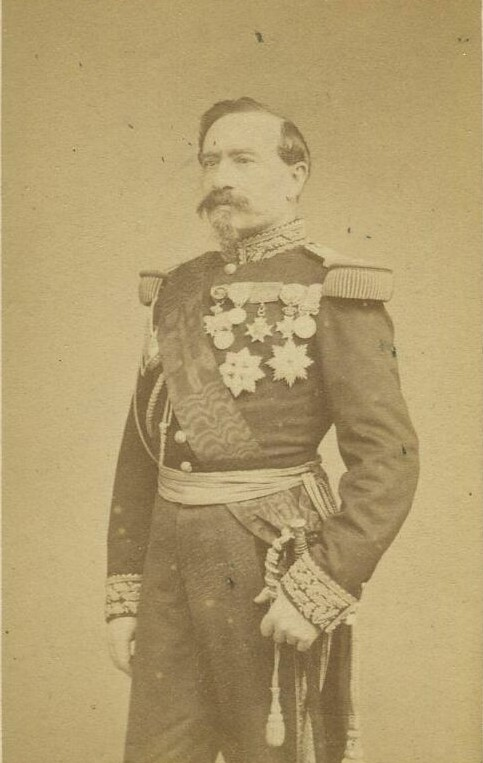
Charles Denis Bourbaki.

Charles Denis Sauter Bourbaki, född 22 april 1816, död 22 september 1897, var en fransk militär.
Bourbaki blev officer vid infanteriet 1836, brigadgeneral 1854, divisionsgeneral 1857 och tog avsked 1881. Han deltog med utmärkelse i 1854 och 1859 års fälttåg och fick vid krigsutbrottet 1870 befälet över gardeskåren, med vilken han i augusti 1870 inneslöts i Metz. Under belägringen lyckades Bourbaki lämna fästningen och sändes i särskilt medlingsuppdrag till kejsarinnan Eugénie, som dock misslyckades. I december samma år fick han befälet över 1:a Loirearmén med uppdrag att undsätta Belfort. Genom nederlaget vid Lisaine 15–17 januari hindrades dock detta, och Bourbaki försökte i förtvivlan begå självmord. Efter fredsslutet blev han chef för 6:e och senare för 14:e armékåren.